# Siren (jogo eletrônico)
Siren (サイレン, Sairen), ou Forbidden Siren na Europa e na Austrália, é um jogo eletrônico de estratégia de survival horror desenvolvido e publicado pela Sony Computer Entertainment para o console PlayStation 2 em 2003. O jogo conta a história de vários personagens (a maioria deles está disponível para jogar) de uma antiga vila japonesa durante uma maldição de três dias.

## História
Siren conta a história de uma vila rural remota nas montanhas do Japão, chamada Hanuda ("Hanyūda" (羽生蛇村, Hanyūda-mura) na versão japonesa), que é caracterizada por ser tradicionalista e particularmente xenofóbica. Como consequência de um ritual secreto, a vila fica dividida entre o tempo e o espaço, com um infinito mar de água vermelha no lugar das montanhas existentes. A história concentra-se nos esforços de Hisako Yao, a líder de uma estranha religião local, para ressuscitar um extraterrestre conhecido como Datatsushi pelos integrantes da cerimônia secreta. Assim como Datatsushi indiscutivelmente é um alienígena, os métodos utilizados para ressuscitá-lo e os efeitos de sua presença parecem ser sobrenaturais. A sirene do título é a chamada de Datatsushi, a invocação dos residentes de Hanuda para mergulhar-se na água vermelha, criando assim um exército de subordinados chamados "Shibito" (死人, shibito, literalmente "cadáver"). Os Shibitos servem Datatsushi de forma que eles construam um local para ele assim que for finalmente invocado, além de matar todos os humanos restantes em Hanuda. A história é contada através das perspectivas dos dez sobreviventes, alguns dos quais são nativos de Hanuda, que revezam-se fora da ordem cronológica durante os três dias em que acontece o mistério.

## Jogabilidade
Diferentemente da maioria dos jogos de survival horror, o foco da jogabilidade de Siren é baseado no envolvimento direto com os inimigos (neste caso, os Shibitos que guardam cada fase). O jogador pode andar silenciosamente, evitar o uso de lanternas, ou abaixar-se atrás de objetos visando esconder-se. Certos objetivos em algumas missões, envolvem o uso de itens para interagirem com o ambiente e criar distrações que irão mover os Shibitos de suas posições originais (embora o jogador também possa gritar para chamar a atenção deles). Dependendo da fase, o jogador pode iniciar ou não com uma arma, ou obtê-la durante o estágio. As armas podem ser de mão (como pedaços de madeira, canos de ferro, guarda-chuvas, martelos, entre outras ferramentas) ou de fogo (como pistolas e espingardas). Todos os personagem carregam uma lanterna, que só pode ser utilizada se for um caso de necessidade (se estiver jogando uma missão noturna, a lanterna poderá ser ligada, caso contrário, não). Embora os Shibitos não possam ser mortos em combate, eles podem ser neutralizados durante um certo tempo que varia de acordo com o tipo de inimigo, pois eles revivem depois de um tempo. Portanto, o jogador também pode recuperar-se, após um período de tempo.
Uma característica única do jogo, é a possibilidade de usar o sightjack (literalmente, visão alheia), para ver e ouvir a partir da perspectiva de outra pessoa (como um companheiro ou animais) ou de um Shibito. O processo é semelhante à sintonização de uma estação de rádio ou de televisão, com o botão analógico esquerdo servindo como referência. A localização do personagem é peça fundamental para determinar a "sintonização" de um outro ser vivo. Depois que o sinal é detectado, ele pode ser atribuído a um dos quatro botões direitos do controle, para que assim possa alternar rapidamente entre uma visão e outra, numa espécie de atalho. Via sightjack, os jogadores podem descobrir a posição de um Shibito, locais e pontos de interesse, itens ao alcance, etc. Sinais visuais avisam ao jogador quando ele ou um companheiro estão perto de um Shibito, através de uma linha de visão. Enquanto estiver usando o sightjack, o jogador não pode mover-se, portanto, ele fica vulnerável.
Quando um Shibito alerta a presença do jogador ou do companheiro do jogador, a sua visão fica vermelha e temporariamente na visão do inimigo que te avistou, em ordem para informar o jogador onde o Shibito está. Se o Shibito não portar uma arma de fogo, ele irá gritar para alertar os outros Shibitos próximos para perseguir o alvo. Um Shibito portador de arma de mão pode, inclusive, enforcar o personagem, embora seja possível soltar-se dele. O Shibito irá te perseguir enquanto você ainda estiver ao alcance da visão dele. Quando isto não for mais possível, ele irá retomar aos seus hábitos normais. Além dos itens espalhados pelo jogo que ajudam na missão atual, também existem itens que irão ajudar em missões futuras e/ou em missões alheias. Há também, durante o jogo papéis, pinturas, em geral documentos, que são colocados em um catálogo chamado de Archive (Arquivo), onde podem ser vistos à qualquer momento durante o jogo.
O controle do mapa consiste numa complexa, porém detalhada, transcrição da área onde o personagem estiver na missão, embora ele não mostre a posição real do jogador. Ao invés disso, o jogador pode basear-se em elementos próximos dele, que são descritos detalhadamente no mapa, fazendo o mapa parecer mais com um mapa da vida real.

## Personagens
- Kyoya Suda (須田 恭也, Suda Kyōya)

Um adolescente curioso, que é fascinado por lendas urbanas. Kyoya, já com dezoito anos de idade, viaja para a ilha de Hanuda, em busca de uma lenda de um massacre que aconteceu na ilha há muitos anos. Kyoya junto com Miyako Kajiro formam a dupla central do jogo. Os dois conheceram-se logo no início do jogo, quando Kyoya ajuda Miyako a escapar do seu irmão Jun, e Kyoya gasta a maior parte do seu tempo no jogo tentando achar uma maneira de deixar Miyako segura em Hanuda. Kyoya é o personagem principal do jogo, e o personagem que confronta Datatsushi no final do jogo.
- Tamon Takeuchi (竹内 多聞, Takeuchi Tamon)

Ele é um professor de trinta e quatro anos, que leciona folclores e lendas numa universidade de Tóquio. Nascido em Hanuda, ele perdeu os seus pais quando ainda era criança durante a primeira tentativa da cerimônia, devido ao deslize que houve consequentemente. Ele voltou à Hanuda para estudar o folclore local, e também para procurar mais sobre a verdade por trás do que aconteceu com os seus pais. Takeuchi começa com um revólver calibre.38, a mesma arma que vários personagens acham durante o jogo.
- Yoriko Anno (安野 依子, Anno Yoriko)

Yoriko é uma estudante universitária de Tóquio, e uma aluna de Tamon Takeuchi. Ela insiste em acompanhá-lo até Hanuda, embora ela se separe dele durante o decorrer do jogo. Yoriko tem vinte e dois anos, e tem uma grande atração por Tamon, que é muito abrasivo e histérico, às vezes. No entanto, ela tem um bom coração e também é valente nas vezes que precisamos dela. No segundo final do jogo, ela encontra Tamon, após ter separado-se dele, e invade a casa de Takeuchi, atacando os pais zumbis dele com um bastão de beisebol e puxando-o para fora.
- Kei Makino (牧野 慶, Makino Kei)

Como padre da religião local, Kei Makino, que tem vinte e sete anos, é o irmão gêmeo de Shiro Miyata, com quem ele tem um relacionamento frio, por terem sido gerados por pais diferentes. Makino é morto por seu irmão mais tarde no jogo. Isto é um assunto que trás muita confusão aos jogadores de Siren, já que a morte de Kei Makino não é explicitamente mostrada na tela. De fato, antes da cena de sua morte a tela escurece com Shiro Miyata mirando uma arma na sua própria cabeça, de modo que o som do tiro resultante dá a impressão de que ele tenha cometido suicídio. Além disso, existem ainda níveis jogáveis com Kei Makino após esta cena e ele carrega os itens de Shiro. Portanto, pode tirar-se duas conclusões: a primeira que Miyata toma o lugar de Makino durante estes níveis, vestido como ele, e a segunda é que Kei levou todos os pertences de Shiro até o final do jogo. Mas a mais aceita e coerente é a primeira, pois missões depois Kei é visto sendo levado por Mina e Risa Onda, personagens que tem certa relação à Miyata.
- Shiro Miyata (宮田 司郎, Miyata Shirō)

O jogador conhece pela primeira vez o Dr. Miyata, de vinte e sete anos, quando ele acorda na floresta próxima a um túmulo. Miyata estava tendo um relacionamento com uma enfermeira local chamada de Mina Onda que, por razões que nunca foram totalmente explicadas no jogo, é estrangulada por ele e enterrada nesta floresta. No entanto, a cerimônia a ressuscita, e ela segue o seu caminho até o hospital. Mais tarde no jogo, após um tenso confronto, Miyata mata o seu irmão gêmeo e toma as suas roupas, assumindo a identidade de Kei Makino. Ele então decide encontrar as irmãs Onda. Risa acaba transformando-se em uma Shibito também. Eventualmente, Shiro dá a sua vida para acabar com o sofrimento que estava passando, assim os moradores que faziam as vontades de Datatsushi, o reviveram para a cerimônia. Em seu último momento vivo, ele vê Risa e Mina.
- Risa Onda (恩田 理沙, Onda Risa)

Risa é uma mulher de vinte e um anos de idade, nascida em Hanuda, que retornou de Tóquio para visitar a sua irmã gêmea, Mina. Retornando durante a cerimônia, Risa reúne-se com Shiro Miyata, e eles acabam indo para o hospital para procurar Mina. Mais tarde, ela também é morta por Shiro. Eventualmente, ela acaba tornando-se em um Shibito também.
- Mina Onda (恩田 美奈, Onda Mina)

Embora Mina Onda não seja uma personagem jogável, ela aparece durante grande parte do jogo. Ela é a irmã gêmea de Risa Onda. No meio do jogo, Mina torna-se um Shibito Brain, que anda pelos corredores do hospital procurando por Risa e Miyata, conduzindo uma dezena de Kumo Shibito que circundam a clínica para não permitir que eles escapem. A pá que ela carrega é a ferramente utilizada por Miyata para enterrá-la na floresta. Vários níveis do jogo baseiam-se em derrotar Mina Onda, que indiscutivelmente é a Shibito mais forte e resistente do jogo.
- Hisako Yao (八尾 比沙子, Yao Hisako)

Hisako é a mulher por trás do mito de Yaobikuni, uma freira que recebeu a imortalidade porque ela comeu a carne de uma sereia. Embora ela pareça ter vinte anos de idade, ela tem, na verdade, muito mais do que mil anos. Quando o deus Datatsushi surgiu em Hanuda em 684 a.C. durante uma grande época de fome, Hisako foi um dos aldeões que comeu a sua carne para poder sobreviver. Como resultado, ela foi amaldiçoada por Datatsushi a viver para sempre, até o momento em que ela fosse forçada a ressuscitar ele. Hisako inicia a cerimônia que aciona os eventos do jogo. Sua idade avançada tem causado a ela o esquecimento do seu propósito real, o que explica as suas ações benevolentes quanto ao Kyoya no início do jogo.
- Miyako Kajiro (神代 美耶子, Kajiro Miyako)

Esta garota de dezessete anos de idade, diz-se ser a descendente do deus Ninigi, cujos filhos foram amaldiçoados a ser selados na escuridão (a cegueira). Miyako é a integrante mais recente de uma linha de "meninas especiais" que nasceram na família Kajiro, cujo sacrifício é necessário para despertar o deus Datatsushi. Miyako é morta por Hisako Yao como parte da cerimônia para despertar o deus, mas seu espírito continua a assistir e ajudar Kyoya ao tentar derrotar o Datatsushi.
- Reiko Takato (高遠 玲子, Takatō Reiko)

Uma professora de vinte e nove anos de uma escola primária local, Reiko está conduzindo a saída de vários alunos quando um terremoto abala a localidade, ficando apenas ela e Harumi Yomoda na escola. Reiko perdeu o seu próprio filho em um terrível acidente há muitos anos, e ela vê Harumi como uma filha substituta para ela proteger a todo custo. Reiko eventualmente dá a sua vida para salvar Harumi, mas retorna à vida na forma de um Shibito. Mais tarde, ela vai atrás de Harumi no lado de fora da casa abandonada Tabori. No entanto, mesmo com a sua morte, o seu instinto protetor prevalece e, uma vez libertada do controle de Datatsushi, a Shibito Reiko salva Harumi mais uma vez do diretor da escola, que também havia se transformado em um deles.
- Harumi Yomoda (四方田 春海, Yomoda Harumi)

Uma estudante primária da escola local que tem apenas dez anos de idade que foi "presenteada" com "A Visão", uma forma de sightjack. Seus documentos escritos antes dos eventos do jogo, continham desenhos de Shibitos, insinuando que ela previu todos os acontecimentos do jogo antes que eles ocorressem. Ela estava prestes a sair da escola quando um terremoto abalou a estrutura do prédio, ficando assim aprisionada na escola junta com a sua professora Reiko Takato. Eventualmente, Harumi escapa do "Outro Mundo" e consegue terminar viva no jogo. Muitos detalhes sobre a sua história não foram revelados, como o fato dela não ser afetada pela água vermelha, embora haja relatos sobre Harumi em Siren 2.
- Akira Shimura (志村 晃, Shimura Akira)

Akira Shimura é um senhor de setenta anos que viveu em Hanuda durante a sua vida inteira. Ele perdeu a sua esposa e seu filho no terremoto que aconteceu em 1976 e carrega a dor desta perda, e também a própria incapacidade de impedir que a cerimônia que lhe deu origem, mesmo com a sua idade avançada. Como um caçador dedicado, Shimura carrega um rifle com ele em todos momentos durante o jogo. Ele sabe muito sobre a cerimônia e odeia a religião local chamada de Mana. Ele é bastante sério e não é de falar muito, mas faria qualquer coisa para evitar tornar-se um monstro. Percebendo o infinito mar vermelho e também que não havia mais escapatória, Akira Shimura atira com o seu rifle contra a sua própria cabeça, tornado-se assim um Shibito até o final do jogo. A cena no qual Akira atira em sua boca foi censurada na versão norte-americana, assim como diversos outros fatos.
- Naoko Mihama (美浜 奈保子, Mihama Naoko)

É uma ex-modelo e atualmente é uma celebridade não muito conhecida na mídia, que está em Hanuda para filmar um programa para a TV à cabo chamado de "Occult JAPAN" ("Darkness JAPAN" na versão japonesa do jogo). Com vinte e oito anos de idade, Naoko é muito dedicada ao seu trabalho devido à forte concorrência na sua profissão de repórter. Ela também é muito preocupada com a sua aparência e tenta, a qualquer custo, parecer mais jovem do que é, e preocupa-se que os acontecimentos de Hanuda a deixem de cabelos brancos. Após ficar louca devido aos eventos, Naoko submerge-se na água vermelha, pensando que ela irá trazer a juventude eterna.
- Tomoko Maeda (前田 知子, Maeda Tomoko)

Uma garota de catorze anos de idade, estudante do ensino médio, que foge de sua casa após uma discussão com os seus pais. Agora, perdida no submundo de Hanuda, ela esquece o que fez e tenta retornar para sua casa. No caminho de casa, ela deve passar pela igreja local de Mana, um caminho bastante demorado e difícil para ela. Quando finalmente volta para casa, ela descobre que já virou um Shibito, com os seus olhos chorando sangue e seus pais a vendo pela janela. Eles acabam aceitando Tomoko como Shibito e eventualmente transformam-se neles também. Mais tarde, os três vão para a casa abandonada Tabori e começam a "viver felizes para sempre".

## Visuais
Ao invés de empregar métodos tradicionais de animação facial com polígonos, Siren usa imagens de rostos humanos reais em movimento. Eles foram capturados e sobrepostos sobre os modelos dos personagens originais. Este efeito é semelhante ao projeto de um filme, que utiliza um rosto em um manequim branco, uma técnica muito usada para animar umas cabeças cortadas no filme The Haunted Mansion da Disney.

## Adaptação em filme
Os direitos de gravar o filme Siren foram adquiridos pela Ghost House Pictures, uma companhia de produção de filmes fundada por Sam Raimi e Rob Tapert em 2002. O filme conta a história de um escritor que mudou-se para uma ilha remota no Japão com o seu filho mais novo, chamado de Hideo, e sua filha, uma jovem garota chamada de Yuki. Assim que eles chegam na ilha de Yamajima e dirigem-se para a sua casa na vila, um vizinho entrega-os as normas locais. Entre elas, um aviso estranho: NUNCA devem sair de casa quando a sirene estiver ligada!

## Recepção
Siren recebeu geralmente notas positivas (7.7 na IGN e 6.7 na GameSpot) pelo seu tema sombrio e jogabilidade diferente se comparado à jogos como Silent Hill e Resident Evil. Entretanto, os críticos deram à Siren uma nota relativamente baixa por ser um jogo um pouco complicado.